# CL&COMPANY
CL&COMPANY（韓語：씨엘엔컴퍼니）是韓國的經紀公司，於2016年成立。

## 歷史
CL&COMPANY成立於2016年，由Filmitsuda前员工崔元奉和李庆浩共同创办，演员高庚杓、安宰弘和尹孫河也同时加盟。同年12月，同樣原所屬Filmitsuda的柳德煥退伍後加入公司。

## 旗下藝人

### 男演员
- 高庚杓（2016年至今）
- 徐榮柱
- 安智浩
- 李康民
- 李瑞信（이서신）
- 陳俊翔
- 柳德煥（2025年4月至今）[3]

### 女演员
- 金美卿
- 朴世榮
- 孫汝恩（2023年至今）
- 梁瀞疋
- 尹孫河（2016年至今）
- 李秀美
- 秦京（태경）
- 洪西瑛（2023年至今）

## 已离开艺人
- 車秀妍
- 李秀彬
- 安宰弘
- 金准韩
- 金太勳（2018年-2020年）
- 姜允
- 楊真誠（2017年-2022年）
- 杨知元（2021年-2024年3月）
- 金胤成
- 高大妍
- 尹定日（2016年10月-）
- 韓瑞珍
- 车智妍（2022年8月-）
- 姜英珠
- 李泽根
- 李亨镇

## 外部連結
- 官方网站
- CL&COMPANY的Instagram帳戶
- CL&COMPANY的Facebook專頁
- YouTube上的GreenRoom Studio頻道